# Madisonville (Kentucky)
Madisonville es una ciudad ubicada en el condado de Hopkins en el estado estadounidense de Kentucky. En el Censo de 2010 tenía una población de 19591 habitantes y una densidad poblacional de 404,76 personas por km².

## Geografía
Madisonville se encuentra ubicada en las coordenadas 37°20′28″N 87°30′13″O / 37.34111, -87.50361. Según la Oficina del Censo de los Estados Unidos, Madisonville tiene una superficie total de 48.4 km², de la cual 46.26 km² corresponden a tierra firme y (4.42%) 2.14 km² es agua.

## Demografía
Según el censo de 2010, había 19591 personas residiendo en Madisonville. La densidad de población era de 404,76 hab./km². De los 19591 habitantes, Madisonville estaba compuesto por el 83.29% blancos, el 12.17% eran afroamericanos, el 0.14% eran amerindios, el 0.88% eran asiáticos, el 0.08% eran isleños del Pacífico, el 0.91% eran de otras razas y el 2.53% pertenecían a dos o más razas. Del total de la población el 2.22% eran hispanos o latinos de cualquier raza.